# 1998 WV31
1998 WV31, também escrito como 1998 WV31, é um objeto transnetuniano (TNO) que está localizado no cinturão de Kuiper, uma região do Sistema Solar. Este corpo celeste é classificado como um plutino, pois, o mesmo está em uma ressonância orbital de 2:3 com o planeta Netuno. Ele possui uma magnitude absoluta (H) de 7,8 e, tem um diâmetro estimado com cerca de 121 km, por isso é pouco provável que possa ser classificado como um planeta anão, devido ao seu tamanho relativamente pequeno.

## Descoberta
1998 WV31 foi descoberto no dia 19 de novembro de 1998 pelo astrônomo Marc W. Buie.

## Órbita
A órbita de 1998 WV31 tem uma excentricidade de 0.270 e possui um semieixo maior de 39.421 UA. O seu periélio leva o mesmo a uma distância de 28.764 UA em relação ao Sol e seu afélio a 50.077.